# Nāmaḩram
Nāmaḩram (persiska: نامحرم) är en ort i Iran.   Den ligger i provinsen Kerman, i den sydöstra delen av landet, 1 100 km sydost om huvudstaden Teheran. Nāmaḩram ligger 622 meter över havet och antalet invånare är 191.
Terrängen runt Nāmaḩram är huvudsakligen kuperad, men söderut är den platt. Terrängen runt Nāmaḩram sluttar söderut.Runt Nāmaḩram är det glesbefolkat, med 8 invånare per kvadratkilometer. Närmaste större samhälle är Qadīrpūr, 18,8 km sydväst om Nāmaḩram. Trakten runt Nāmaḩram är ofruktbar med lite eller ingen växtlighet.